# Diaphone angolensis
Diaphone angolensis är en fjärilsart som beskrevs av Gustav Weymer 1901. Diaphone angolensis ingår i släktet Diaphone och familjen nattflyn. Inga underarter finns listade i Catalogue of Life.